# Heteronyx infirmus
Heteronyx infirmus är en skalbaggsart som beskrevs av Blackburn 1910. Heteronyx infirmus ingår i släktet Heteronyx och familjen Melolonthidae. Inga underarter finns listade i Catalogue of Life.